# 博多湾鉄道汽船デハ10形電車
博多湾鉄道汽船デハ10形電車（はかたわんてつどうきせんデハ10がたでんしゃ）は、西日本鉄道（西鉄）の前身事業者の一つである博多湾鉄道汽船が、1936年（昭和11年）に新製した電車である。
博多湾鉄道汽船において「デハ10形」に属する車両は、本形式2両（デハ10・11）のほか、大阪電気軌道（現・近畿日本鉄道）の木造車を譲り受けて導入したデハ12、および鉄道省より木造省電の払い下げを受けて導入したデハ13の2両の車両が別途存在する。後者は本項にて後述する。前者については博多湾鉄道汽船コハフ1形客車を参照されたい。

## 概要
貝塚線（後の西鉄宮地岳線、現・西鉄貝塚線）の輸送力増強を目的として、1936年（昭和11年）に汽車製造東京支店において制御電動車デハ10形10・11の2両が新製された。当時博多湾鉄道汽船においてはデハ1形1 - 9が既に在籍しており、デハ10形はデハ1形9に次ぐ続番が付与された。
デハ1形が14m級車体の3扉ロングシート仕様であったのに対し、本形式は17m級2扉車体と大型化され、車内にはクロスシートを備え、輸送力および居住性の両面を改善した。その他、車体の大型化に伴って主電動機出力が強化され、走行性能の向上を図った。
なお、デハ10・11以降に博多湾鉄道汽船が導入した鉄道車両はいずれも他社からの譲渡車両であり、同2両は博多湾鉄道汽船における最後の新規設計による新製車両となった。
西日本鉄道成立後の1945年（昭和20年）に実施された車両番号再編に際しては、デハ10形10・11はモ10形11・12と改称・改番された。その後、主要機器の換装・車体改造などを経て、1979年（昭和54年）に廃車となるまで、終始宮地岳線において運用された。

## 車体
全長16,850 mm・車体長16,000 mmの、構体主要部分を普通鋼製とした半鋼製構体を備える。妻面形状は極ゆるい円弧を描く平妻形状で、前面窓は600 mm幅の狭幅窓を中央に、800 mm幅の窓を左右にそれぞれ配した3枚窓構造とし、デハ1形とは異なり前面に貫通扉を設けない非貫通構造となった。デハ1形と同様、両側妻面ともに運転台・運転機器を設置する両運転台構造を採用するが、片隅式の運転台を進行方向右側に設けた点が特徴である。
側面には1,000 mm幅の片開客用扉と800 mm幅の2段窓を備え、乗務員扉は運転台に面した側の側面にのみ設置、側面窓配置は2D10D1d（d：乗務員扉、D：客用扉）である。
車内はセミクロスシート仕様で、客用扉間の側窓8枚分に片側8脚のクロスシートを配し、他の部分はロングシート仕様とした。

## 主要機器
制御装置はデハ1形と同様、電空単位スイッチ式間接非自動制御（HL制御）仕様とした。
主電動機は三菱電機製の直流直巻電動機MB-98-Bを1両あたり4基搭載した。同主電動機の一時間定格出力は74.6 kWで、定格出力48.5 kWの主電動機4基仕様であったデハ1形と比較して約1.5倍の出力向上が図られた。
台車はボールドウィン・ロコモティブ・ワークス (BWL) 社が開発したボールドウィンA形台車を原設計として汽車製造製において模倣製造した形鋼組立式釣り合い梁台車を装着する。固定軸間距離は2,300 mm、車輪径は860 mmである。
制動装置は構造の簡易な直通ブレーキに連結運転用対策として非常弁を付加したSME直通ブレーキを採用した。

## 運用
戦時統合による西日本鉄道成立後、1945年（昭和20年）にデハ10・11とも主電動機を半減し、主電動機2基仕様となった。これは宮地岳線の輸送力増強目的で制御車の一部を制御電動車へ改造するため、出力に余裕のあった本形式より主電動機を転用したことによるものである。
戦後の1952年（昭和27年）には主電動機を従来のMB-98-Bから日本国有鉄道（国鉄）制式機種であるMT40（一時間定格出力142 kW）に換装した。主電動機換装に際しては、従来装着した台車が主電動機搭載スペースの都合からMT40の装架が不可能であったことから他形式との間で台車振り替えが実施されたが、本形式の貝塚寄り台車を他形式へ振り替え、捻出した国鉄制式台車DT10の2軸にMT40を集中装架して装着、津屋崎寄り台車は付随台車とする形態に改められた。
同時期には車内のロングシート化が実施され、さらに客用扉の車体両端部への移設改造が施工された。これは中間駅における旅客扱いを容易とする目的で実施されたもので、客用扉を800 mm幅に縮小の上で車端部寄りへ移設し、窓配置の都合上戸袋窓が400 mm幅に縮小され、側面窓配置は1D(1)12(1)D1（カッコ付は戸袋窓を表す）と変化した。また同時に乗務員室が全室構造化されたほか、津屋崎側の乗務員扉が埋込撤去され、貝塚側の1箇所のみが残された。
晩年には側窓サッシのアルミサッシ化などが実施され、終始宮地岳線において運用されたのち、宮地岳線の車両近代化を目的とした大牟田線からの車両転属に伴って、モ11・12とも1979年（昭和54年）9月14日付で除籍され、博多湾鉄道汽船デハ10形を出自とする車両は全廃となった。

## デハ10形13について
デハ13は、輸送力増強を目的として1938年（昭和13年）に鉄道省よりモニ3000形3003の払い下げを受け、導入した車両である。
同車は1917年（大正6年）に鉄道省大井工場において新製されたデハユニ6450形6452を前身とし、後年荷物車へ改造された車両であった。湾鉄における導入に際しては、旅客用車両として運用するため、内装を旅客用向けに改装したほか、側面に3箇所設置された両開式荷物用扉のうち中央扉を埋込撤去し、左右両端部の扉を片開扉に改造・縮小した。
西日本鉄道成立後の車番再編に際してモ10形15と改番されたのち、1955年（昭和30年）に電装解除され、制御車ク50形64と改番されたが、1960年（昭和35年）に九州車輌において施工された鋼体化改造に際しては再び電動車となり、モ10形15と旧番に復した。
鋼体化改造は1958年（昭和33年）に実施されたモ1形1に次いで施工されたが、旧車体の骨組・窓サッシなどを流用し原形に近い形で鋼体化されたモ1とは異なり、モ15においては旧車体の台枠のみを流用して車体を新製する形に改められた。新製された車体は幕板部から屋根部へかけての外板を連続仕上げとした張り上げ屋根構造を採用、側面には1,000 mm幅の広幅客用窓を配した近代的な外観を有した。モ15において採用された車体設計は、後年の宮地岳線に在籍する木造車各車両の鋼体化改造に際しての基本となり、種車の台枠寸法によって多少設計変更を加えられつつ踏襲された。
デハ13改めモ15は終始宮地岳線において運用されたのち、上記新製車のモ11・12（旧デハ10・11）に先行して1977年（昭和52年）9月22日付で廃車となった。